# Літературна премія Європейського Союзу
Літературна премія Європейського Союзу (заснована 2009 року) - літературна премія Європейського Союзу.  Премія заснована та фінансується Культурною програмою Європейського Союзу та координується Консорціумом, обраним Комісією. Консорціум складається з Європейської федерації книгопродавців, Ради європейських письменників та Федерації європейських видавців.  Консорціум створює національні журі та організовує нагороди.  
Щороку до участі у премії обирають 11 або 12 країн, для кожної країни обирають національне журі, що потім обирає переможця своєї країни.  Після трьох років ротації охоплюють всі країни. До країн, які мають право на включення належать:
- 28 держав-членів Європейського Союзу (станом на 2013 рік)
- 3 країни ЄЕП Норвегія, Ісландія та Ліхтенштейн
- Країни-кандидатки на вступ до ЄС: Албанія, Туреччина, Чорногорія, Республіка Македонія, Сербія
- Потенційна країна-кандидатка для вступу до ЄС: Боснія та Герцеговина

Кожен переможець отримує 5000 євро та підтримку, спрямовану на переклад та промоцію його твору.

## 2009 рік
Переможців 2009 року оголосили у листопаді 2009 року. 
- : Паулюс Гохґаттерер, Die Suesse des Lebens («Солодкість життя»)
- : Міла Павичевич, Djevojčica od leda i druge bajke («Крижана дівчинка та інші казки»)
- : Еммануель Пагано, Les Adolescents troglodytes («Юні троглодити»)
- : Сийчі Ноиймі, Kommunista Monte Cristo («Комуніст Монте Крісто»)
- : Карен Джілес, Longshore Drift («Дрейфування вздовж узбережжя»)
- : Даніеле Дель Гвідіс, Orizzonte mobile («Рухливий горизонт»)
- : Лаура Сінтія Черняускайте, Kvėpavimas į marmurą («Дихаючи в мармур»)
- : Карл Фруде Тіллер, Innsirkling («Оточення»)
- : Яцек Дукай, ICE («Крига»)
- : Дульче Марія Кардуш, Os Meus Sentimentos («Всі мої сантименти»)
- : Павол Ранков, Stalo sa prvého septembra (alebo inokedy) («Це сталося 1 вересня (або будь–коли)»)
- : Гелена Геншен, I skuggan av ett brott («Тінь злочину»)

## 2010 рік
Переможців 2010 року оголосили 18 листопада 2010 року.
- : Петер Террін, De Bewaker
- : Мирто Азіна Хронідес, To Peirama
- : Адда Дйоруп, Den mindste modstand
- : Тійт Алекеєв, Palveränd
- : Ріку Корхонен, Lääkäriromaani
- : Іріс Ганіка, Das Eigentliche
- : Жін Бак, Amateur
- : Резван Редулеску, Teodosie cel Mic
- : Наташа Крамберґер, Nebesa v robidah: roman v zgodbah
- : Ракель Мартінес-Гомес, Sombras de unicornio
- : Гоце Смілевський[en], Сестрата на Зигмунд Фројд («Сестра Фройда[en]»)

## 2011 рік
Переможців 2011 року оголосили 11 жовтня 2011 року.
- : Калин Терзийський, Има ли кой да ви обича
- : Томаш Змешкал, Milostný dopis klínovým písmem
- : Костас Хадзіантоніу, Agrigento
- : Оувейгір Сігірдссон, Jon
- : Інга Жолуде, Mierinājums Ādama kokam
- : Ірен Ніґґ, Man wortet sich die Orte selbst
- : Іммануель Міфсуд, Fl-Isem tal-Missier (tal-iben)
- : Андрей Ніколаїдіс, Sin
- : Родан Аль-Галіді, De autist en de postduif
- : Єлена Ленґольд, Vašarski Mađioničar
- : Чілер Ільган, Sürgün
- : Адам Фоулдс, Прискорюваний лабіринт

## 2012 рік
Церемонія нагородження відбулася в Брюсселі 22 жовтня 2012 року.
- : Анна Кім, Die gefrorene Zeit
- : Лада Жиґо, Rulet
- : Лоранс Плазне, L’amour Seul
- : Віктор Хорват, Török Tükör
- : Емануеле Треві, Qualcosa di Scritto ("Щось з написаного")
- : Гєдра Радвілавічуйте, Šiąnakt aš miegosiu prie sienos
- : Ґунстейн Бакке, Maud og Aud: Ein Roman om Trafikk
- : Пйотр Пазінський, Pensjonat
- : Афонсо Круз, A Boneca de Kokoschka
- : Яна Беньова, Cafe Hyena: Plán odprevádzania
- : Сара Маннгеймер, Handlingen

## 2013 рік
Переможців оголосили 26 вересня 2013 року. Церемонія відбулася в Брюсселі 26 листопада 2013 року.
- : Ізабель Вери, Marilyn Désossée
- : Фарук Шехич, Knjiga o Uni
- : Еміліос Соломоу, Hμερολóγιο μιας απιστίας
- : Крістіан Банґ Фосс, Døden kører audi
- : Мееліс Фріденталь, Mesilased
- : Катрі Ліпсон, Jäätelökauppias
- : Маріка Бодрожич, Kirschholz und alte Gefühle
- : Тулліо Форджаріні, Amok – Eng Lëtzebuerger Liebeschronik
- : Лідія Димковська, РЕЗЕРВЕН ЖИВОТ
- : Йоана Пирвулеску, Viaţa începe vineri
- : Габріела Бабник, Sušna doba
- : Крістіан Крусат, Breve teoría del viaje y el desierto

## 2014 рік
Переможців оголосили 8 жовтня 2014 року на Франкфуртському книжковому ярмарку.
- : Бен Блуші, Otello, Arapi i Vlorës (Отелло, мавр Вльора). Mapo Editions, 2011
- : Мілен Русков, Възвишение (Височина), Janet 45, 2011
- : Ян Немец, Dějiny světla (Історія Світла). Host, 2013
- : Макіс Цітас, Μάρτυς μου ο Θεός (Бог мені свідок). Kichli, 2013
- : Одні Ейр, Jarðnæði (Земля любові; План руїн). Bjartur, 2011
- : Яніс Йоневс, Jelgava '94. Mansards, 2013
- : Армін Охрі, Die dunkle Muse: Historischer Kriminalroman (Чорна Муза). Gmeiner, 2012
- : П'єр Меджлак, Dak li l-Lejl Iħallik Tgħid (Те, що ти можеш сказати вночі). Merlin Publishers, 2011
- : Оґнєн Спахіч, Puna glava radosti (Повний радості). Nova knjiga, 2014
- : Маренте де Мур, De Nederlandse maagd (Голандська Діва). Querido, 2010
- : Уґлєша Шайтінац, Sasvim skromni darovi (Скромні подарунки). Arhipelag, 2011
- : Бірґюл Огуз, Hah (Ага!), short stories. Metis, 2012
- : Еві Вайлд, All The Birds, Singing. (Всі птахи, що співають) Vintage, 2013

## 2015 рік
Переможців оголосили у квітні 2015 року на церемонії відкриття Лондонського книжкового ярмарку Тібором Наврачичем, Європейським комісаром з питань освіти, культури, молоді та спорту. 
- : Кароліна Шутті, Einmal muss ich über weiches Gras gelaufen sein (Once I must have trodden soft grass). Otto Müller Verlag, 2012
- : Лука Бекавац, Viljevo. Fraktura, 2013
- : Гаель Йосс, Le dernier gardien d’Ellis Island (The last guardian of Ellis Island). Editions Noir sur Blanc, 2014
- : Едіна Сворен, Nincs, és ne is legyen (There Is None, Nor Let There Be). Palatinus, 2012
- : Донал Райан, The Spinning Heart. Doubleday Ірландія, 2013
- : Лоренцо Амуррі, Apnea. Fandango Libri, 2013
- : Ундіне Радзевічуйте, Žuvys ir drakonai (Fishes and Dragons). Baltos lankos, 2013
- : Іда Хеґасі Хеєр, Unnskyld (Forgive me). Tiden Norsk Forlag, 2014
- : Магдалена Парис, Magik (Magician). Świat Książki, 2014
- : Давід Махадо, Índice Médio de Felicidade (Average Happiness Index). Dom Quixote, 2013
- : Светлана Жухова, Obrazy zo života M. (Scenes from the Life of M.). Marenčin PT, 2013
- : Сара Стрідсберґ, Beckomberga - ode till min familj (Бекомберґа. Ода моїй сім’ї). Albert Bonniers Förlag, 2014

## 2016 рік
Переможців оголосили у квітні 2016 року в Європейській комісії.
- : Крістоф Ван Герревей[en], Op de Hoogte («Повідомлення»)
- : Таня Ступар-Трифунович, Satovi u majčinoj sobi (Clocks in my mother’s room)
- : Антоніс Георгіу, Ένα Άλπουμ Ιστορίες (An Album of Stories)
- : Б'єрн Расмуссен, Huden er det elastiske hylster der omgiver hele legemet
- : Пааво Матсін, Gogoli disko (The Gogol Disco)
- : Селя Ахава, Taivaalta tippuvat asiat (Things that fall from the Sky)
- : Бенедикт Вельс, Vom Ende der Einsamkeit («На межі самотності»[de])
- : Ґаст Ґребер, All Dag verstoppt en aneren (One Day Hides Another)
- : Клаудіу М. Флоріан, Vârstele jocului. Strada Cetăţii. (The Ages of the Game – Citadel Street)
- : Ясмін Б. Фреліх, Na/pol (In/Half)
- : Хесус Карраско, La tierra que pisamos (The Earth We Tread)
- : Ненад Йолдеський, Секој со своето езеро (Each with their own lake)

## 2017 рік
Переможців оголосили 24 травня 2019 року.
- : Руді Еребара, Epika e yjeve të mëngjesit (The Epic of the Morning Stars), 2016 [14]
- : Іна Вулчанова, Остров Крах (The Crack-Up Island), 2016 [15]
- : Б'янка Беллова, Jezero (The Lake), 2016 [16]
- : Каллія Пападакі, Δενδρίτες (Dendrites), 2015 [17]
- : Халлдора К. Тороддсен, Tvöfalt gler (Double Glazing), 2016 [18]
- : Освальд Зебріс, Gaiļu kalna ēnā («В тіні півнячої гори»), 2014 [19][20]
- : Валід Набхан, L-Eżodu taċ-Ċikonji (Exodus of Storks), 2013[21]
- : Александар Бечанович, Arcueil (Arcueil), 2015 [22]
- : Джамал Уаріхі, Een Honger (A hunger), 2015 [23]
- : Дарко Тушевлякович, Jaz (The Chasm), 2016 [24]
- : Сіне Ерґюн, Baştankara (Chickadee), 2016 [25]
- : Санджив Сахота, The Year of the Runaways («Рік втеч»), 2015 [26]

## 2019 рік
Переможців оголосили 24 травня 2019 року.
- : Лаура Фреденталер
- : Пійа Лейно
- : Софі Доль
- : Réka Mán-Várhegyi
- : Бека Адамашвілі
- : Нікос Кріссос
- : Ян Карсон
- : Джованні Доцціні
- : Дайна Ополскайте
- : Марта Дзідо
- : Тетяна Цибуляк
- : Івана Добраковова
- : Галина Шиян
- : Мелісса Гаррісон

### 2020
Переможців оголосили 19 травня 2020 року.
- : Наталі Сковронек, La carte des regrets (Карта жалю)
- : Лана Басташич, Uhvati zeca (Ловіть кролика)
- : Маша Коланович, Poštovani kukci i druge jezive priče (Шановні комахи та інші страшні історії)
- : Σταύρος Χριστοδούλου (Ставрос Христодулу), Τη μέρα που πάγωσε ο ποταμός (День, коли річка замерзла)
- : Аста Олівія Норденхоф, 'Penge på lommen' (Гроші в кишені)
- : Мудлум (Made Luiga), Poola poisid (Польські хлопці)
- : Маттіас Наврат, Der traurige Gast (Сумний гість)
- : Шпітим Сельмані, Libërthi i dashurisë (Буклет кохання)
- : Френсіс Кірпс, Die Mutationen (Мутації)
- : Стефан Бошкович, Ministar (Міністр)
- : Петар Андоновски (Петар Андоновски), Страв од варвари (Страх варварів)
- : Марія Наваро Скарангер, Bok om sorg (Книга горя)
- : Ірен Сола, Canto jo i la muntanya balla (Мої пісні і гірські танці)